# CHAF1B
CHAF1B‏ (Chromatin assembly factor 1 subunit B) هوَ بروتين يُشَفر بواسطة جين CHAF1B في الإنسان.